# Stružský potok
Stružský potok je pravostranný přítok řeky Vlkavy v okrese Mladá Boleslav.

## Průběh toku
Stružský potok pramení v katastru Újezdec u Luštěnic na jižním okraji lesa, který obklopuje sídliště Zelená, části obce Luštěnice. Prvních 700 m teče potok v umělém korytu a zároveň slouží jako odvodňovací příkop pro přilehlé pozemky. Tato část potoka nemá pravidelný průtok vody a v letních měsících zcela vysychá. 

Poté, co se potok mírně stočí k jihovýchodu, nabývá svého přírodního charakteru nížinného potoka a v plochém údolí se postupně rozlévá do mokřadu, který přechází do rybniční nádrže. Pod výpustí Polního rybníka teče potok opět umělým korytem a po 200 metrech přijímá zprava Stružskou svodnici, drobnou vodoteč odvodňující pozemky na severních svazích pod obcí Lipník. Stružský potok dále pokračuje opět umělým korytem podél severního okraje vesnice Struhy, podle které dostal své jméno. Koryto potoka zde v celé délce až do vyústění do Vlkavy zarůstá rákosím, které značně snižuje jeho průtočnost.

## Významný krajinný prvek
Mokřad Stružského potoka nad Polním rybníkem s přilehlým porostem a loukou je významným krajinným prvkem Středočeského kraje (VKP) registrovaným ve smyslu § 6 zákona č. 114/1992 Sb., o ochraně přírody a krajiny pod názvem Stružský potok.
Lokalita je botanicky významná, protože nepodlehla významnější eutrofizaci. Povodí nad
VKP bylo součástí Vojenského výcvikového prostoru Milovice - Mladá a nebylo zemědělsky intenzívně využíváno. Díky tomu se zde na turonských slínovcích vytvořilo vápnité slatiniště (typ R 2.1), na kterém roste řada ohrožených druhů rostlin. Je to např. Tolije bahenní (Parnassia palustris), Ostřice Davallova (Carex davalliana), Česnek hranatý (Allium angulosum), Kruštík bahenní (Epipactis palustris), Prstnatec Fuchsův (Dactylorhiza fuchsii), Prstnatec májový (Dactylorhiza majalis) a Kozlík dvoudomý (Valeriana dioica).

Rostliny
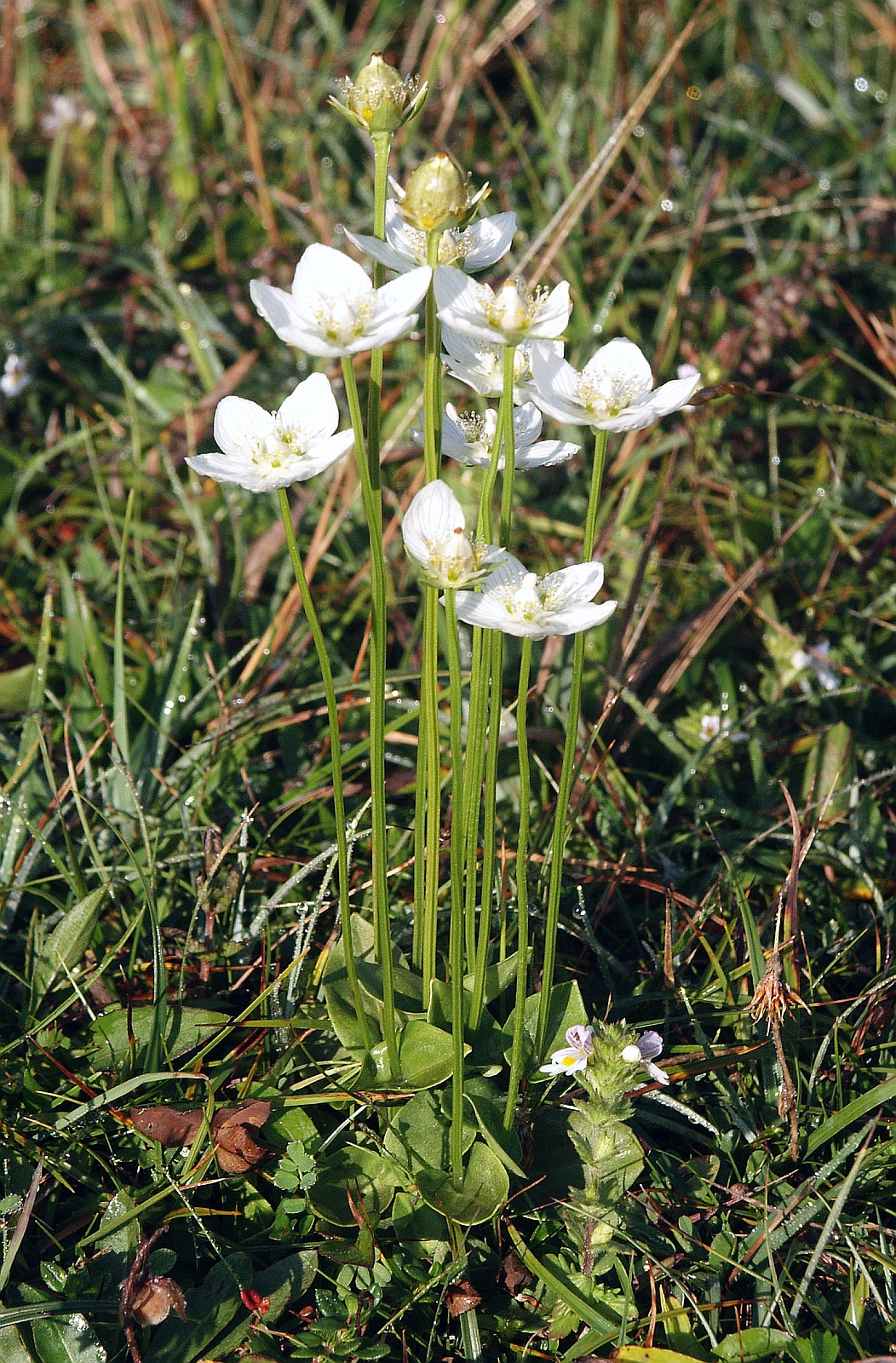
Tolije bahenní
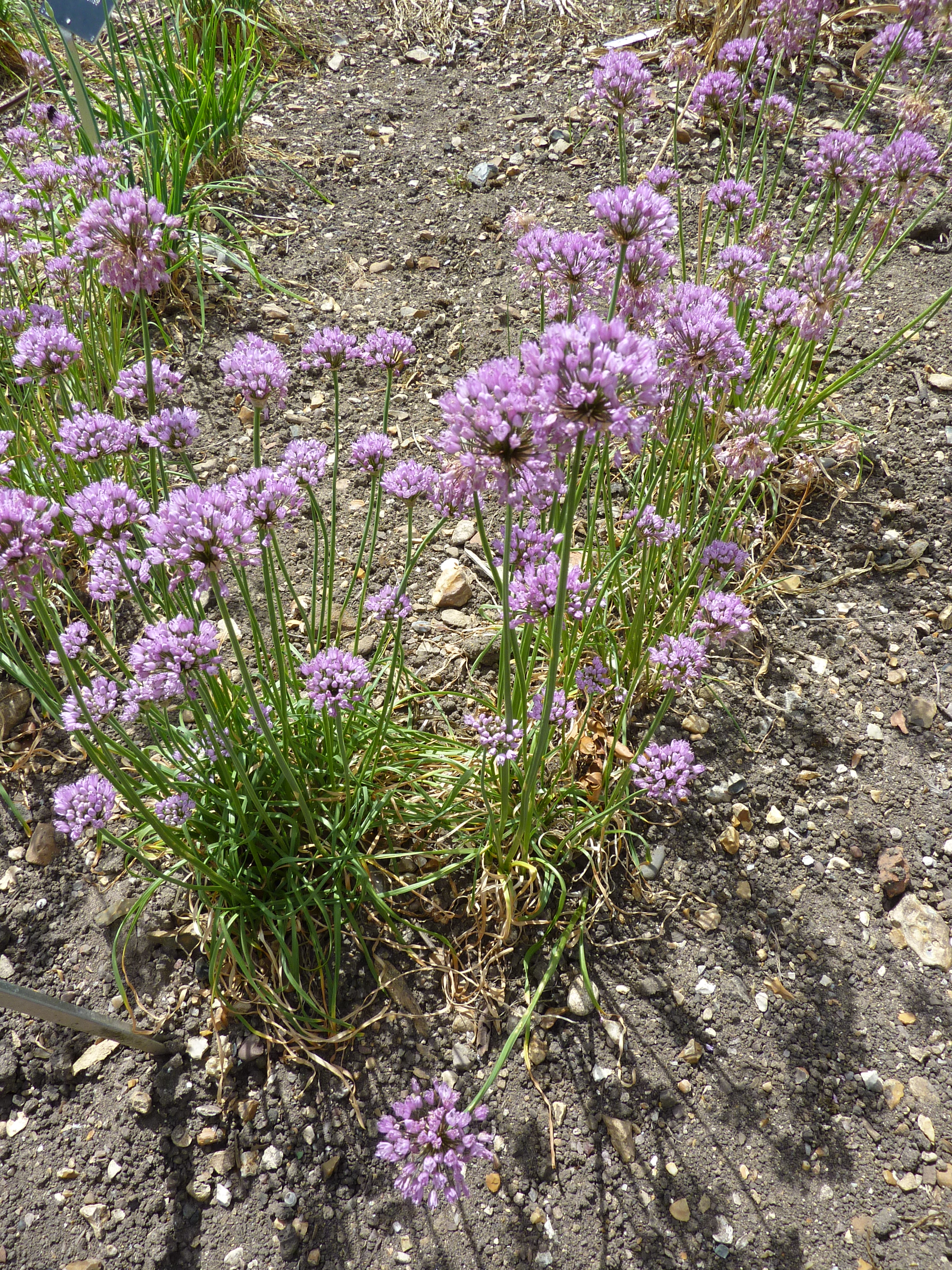
Česnek hranatý
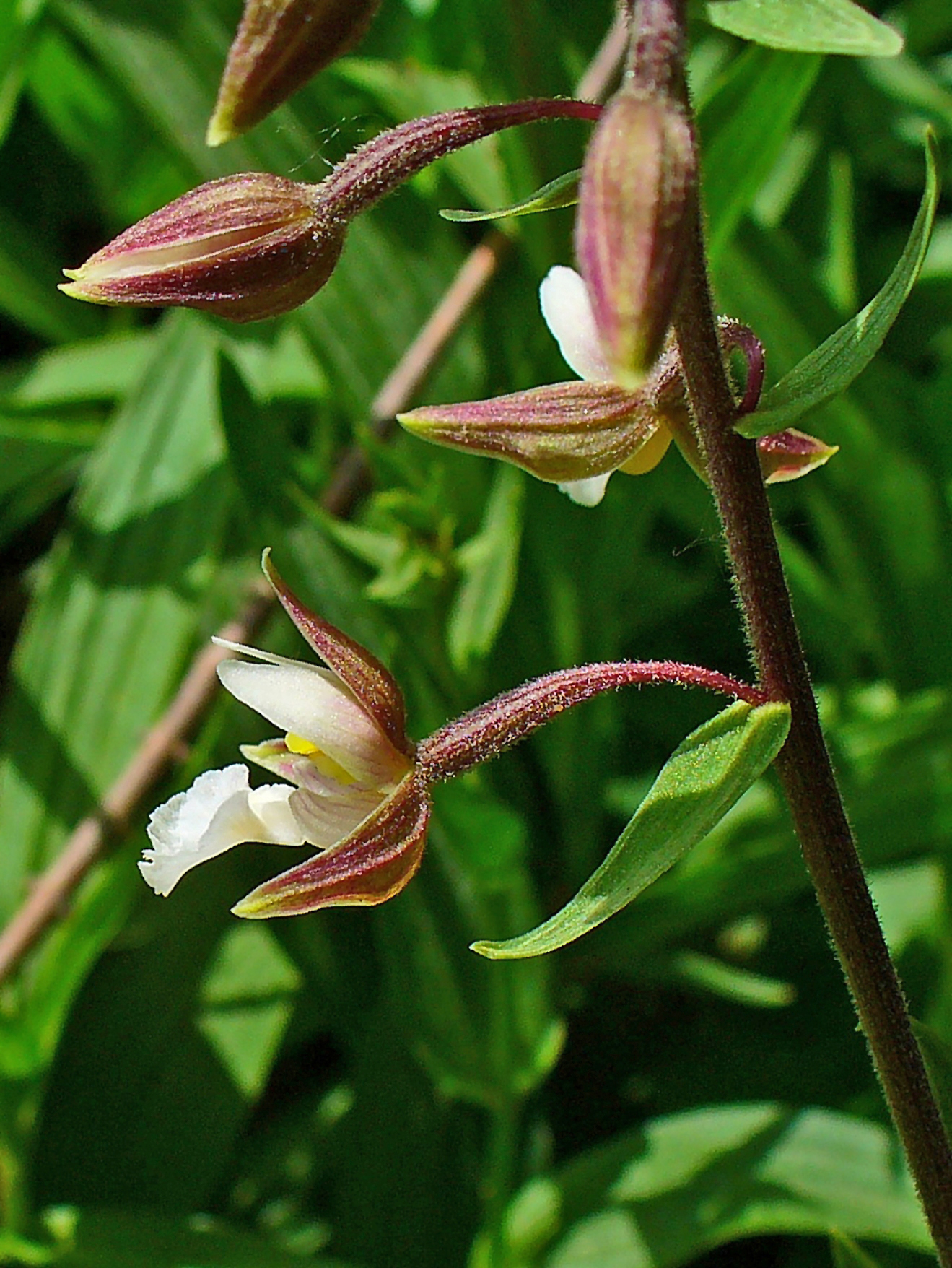
Kruštík bahenní
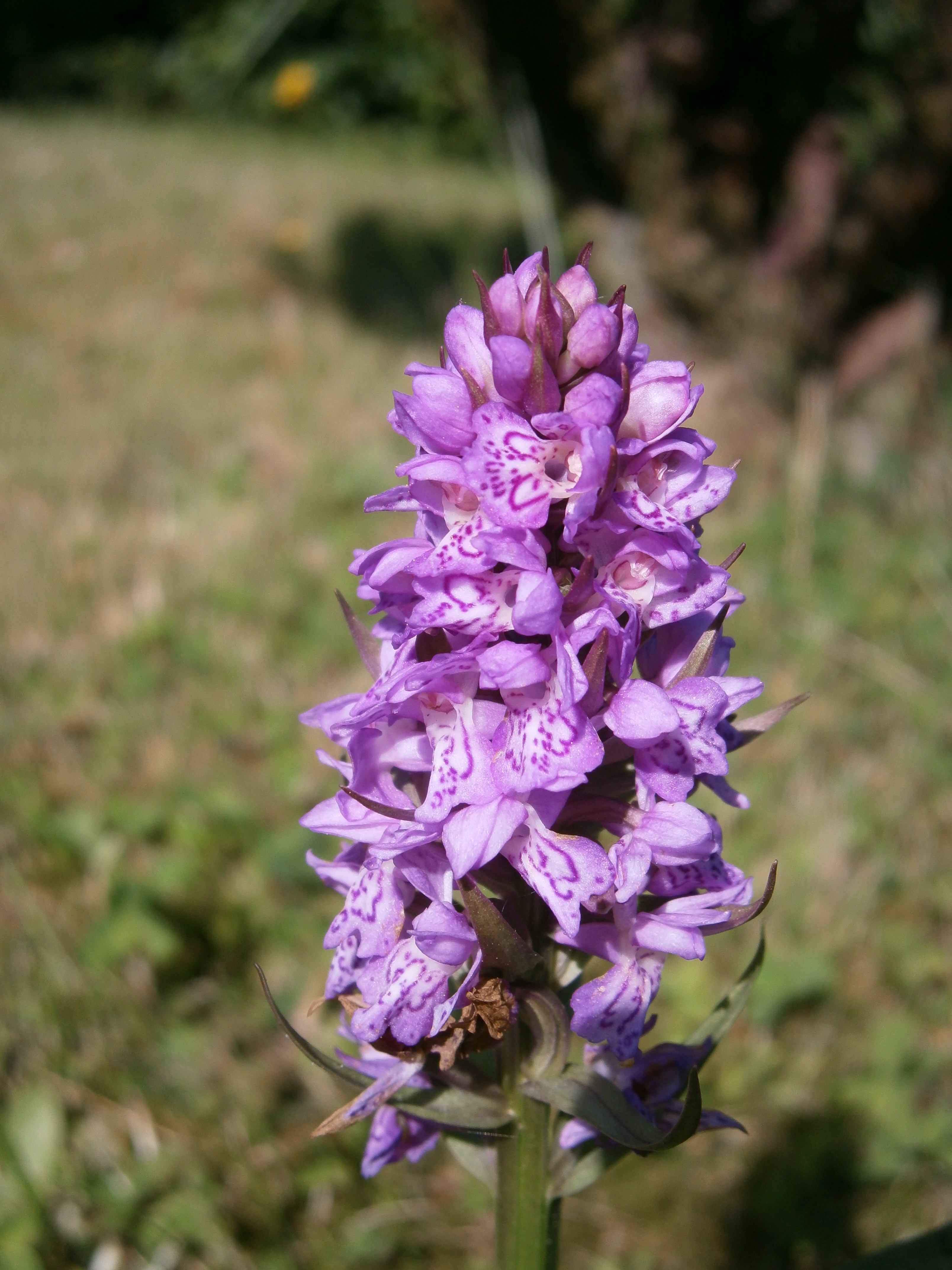
Prstnatec májový

## Polní rybník
Polní rybník, kterým Stružský potok protéká, je cenným biotopem a funkčním biocenterm. Rybník trpí sezónním nedostatkem vody v obdobích sucha a také býval často letněn. Proto se zde vyskytuje Ostřice šáchorovitá (Carex bohemika), Šáchor hnědý (Cyperus fuscus), ale také Bublinatka jižní (Utricularia australis).
Polní rybník je v majetku obce Čachovice a využívají jej k chovu ryb a rybolovu členové Rybářského spolku Struhy. Lovenou rybou je zde především kapr a lín.

Stružský potok a Polní rybník
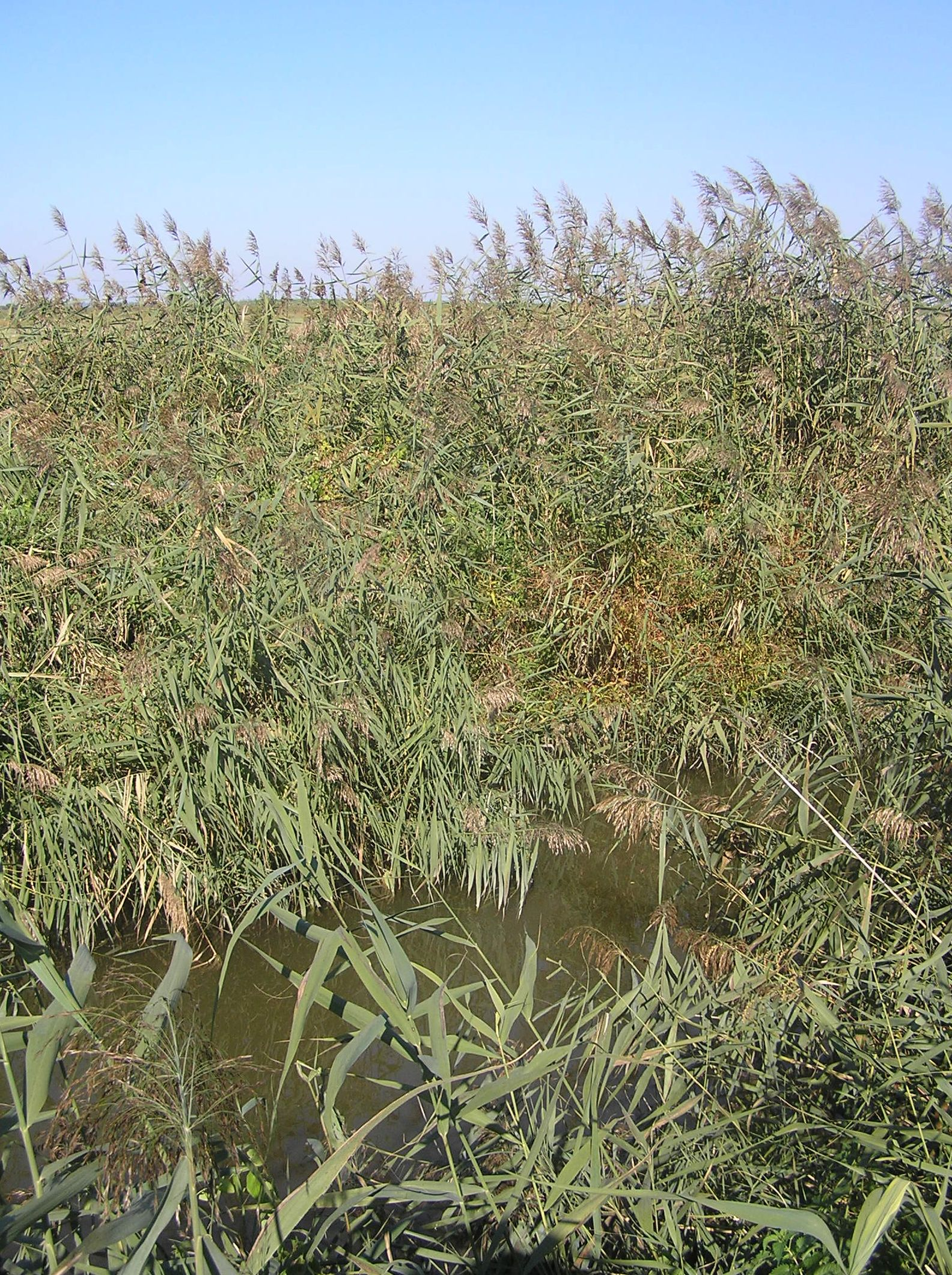
Ústí Stružského potoka do Vlkavy
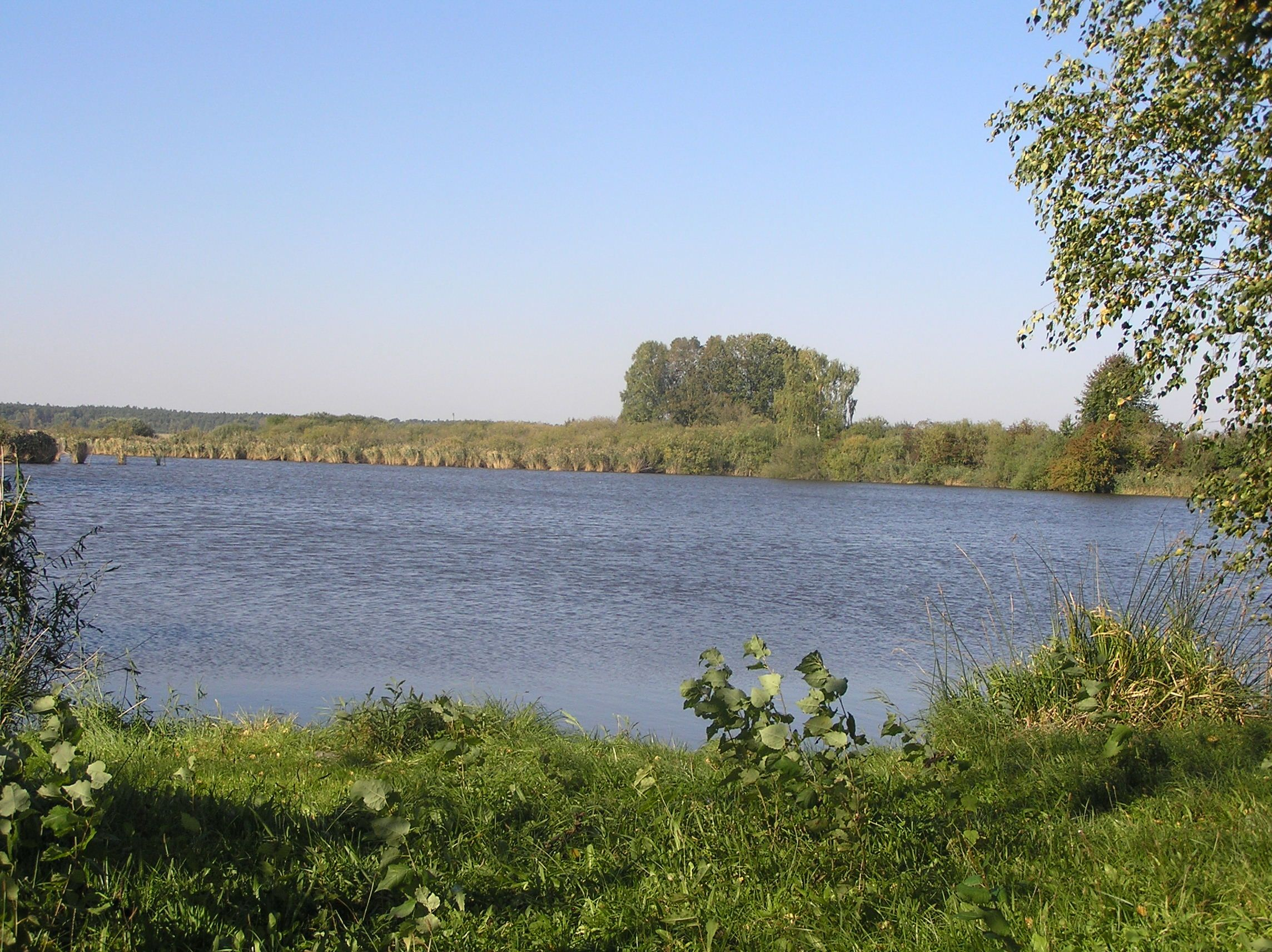
Polní rybník ve Struhách, pohled na mokřady
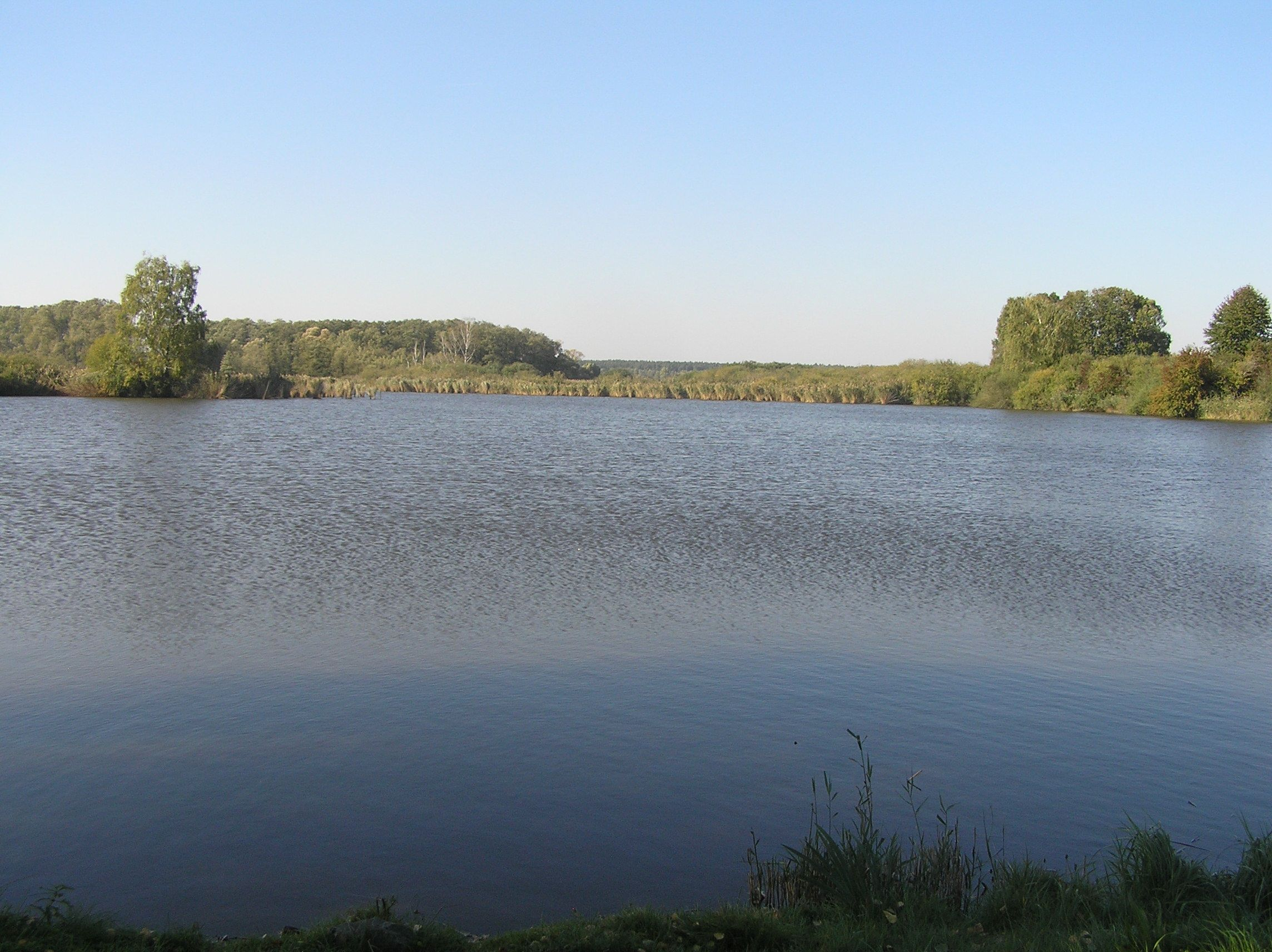
Polní rybník ve Struhách, pohled na mokřady
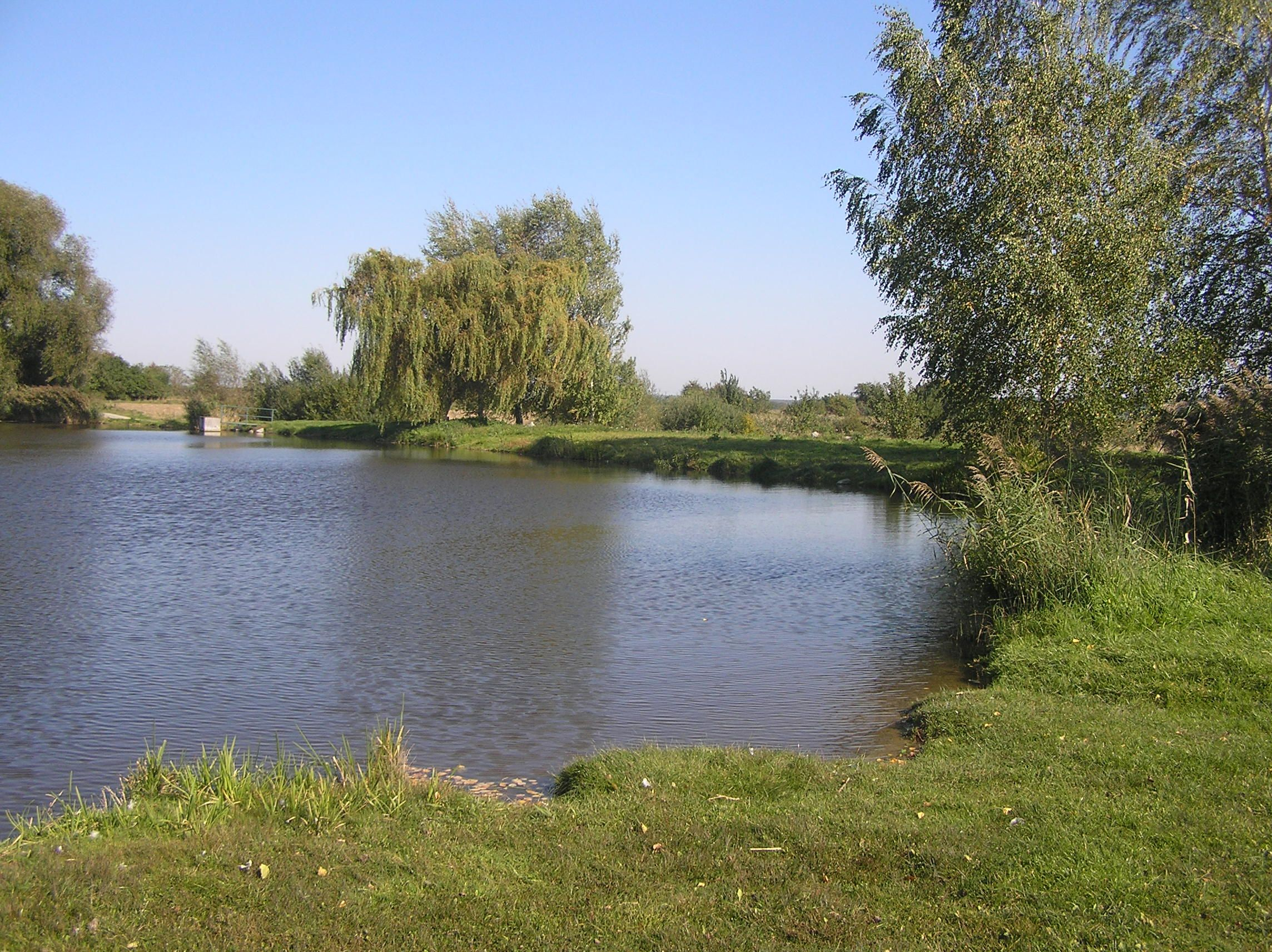
Polní rybník ve Struhách, pohled na hráz